# Grzegorz Dolniak
Grzegorz Maciej Dolniak (Będzin; 17 de Fevereiro de 1960 — 10 de abril de 2010) foi um político da Polónia. Ele foi eleito para a Sejm em 25 de Setembro de 2005 com 12151 votos em 32 no distrito de Sosnowiec, candidato pelas listas do partido Platforma Obywatelska.
Ele também foi membro da Sejm 2001-2005.
Foi uma das vítimas do acidente do Tu-154 da Força Aérea Polonesa.